# Contes (Alpes Marítimos)
Contes é uma comuna francesa na região administrativa da Provença-Alpes-Costa Azul, no departamento Alpes Marítimos. Estende-se por uma área de 19,47 km², com  (Contois) 6551 habitantes, segundo os censos de 1999, com uma densidade de 336 hab/km².